# 九里インターチェンジ
九里インターチェンジ（クリインターチェンジ）は大韓民国京畿道九里市にある首都圏第一循環高速道路のインターチェンジである。

## 歴史
- 1992年12月10日 - 開設

## 隣
首都圏第一循環高速道路
(9) 南楊州IC - (10) 九里IC - 九里SA（議政府方面のみ）- (12) 退渓院IC